# 태종우
태종우(太宗雨)는 조선 태종의 기일인 음력 5월 10일에 매년 내렸던 비를 말한다.
《동국세시기》에 실린 기록에 의하면 태종의 기일인 5월에 매년 비가 내렸고, 이 비를 태종우라고 불렀다고 한다. 태종의 임종 직전 세종에게 현재 가뭄이 심하기에 자신이 죽어 혼이 있다면 그날 비가 오게 하겠다는 말을 남겼고, 이후 실제로 태종의 기일 때마다 비가 내린 것으로, 태종이 상제(上帝)에게 빌어 비가 내린 것이라는 관련 이야기가 존재한다.